# ГЕС The Dalles
ГЕС The Dalles— гідроелектростанція у штаті Вашингтон (Сполучені Штати Америки). Знаходячись між ГЕС Джона Дея (вище за течією) та ГЕС Бонневіль, входить до складу каскаду на річці Колумбія, котра починається у Канаді та має устя на узбережжі Тихого океану на межі штатів Вашингтон та Орегон.
В межах проекту річку перекрили греблею складної форми (машинний зал розташований перпендикулярно до течії) висотою 61 метр та довжиною 2662 метри, яка включає основну бетонну частину та прилягаючу до неї ліворуч насипну секцію. Ця споруда утримує витягнуте по долині Колумбії на 35,4 км водосховище Lake Celilo з площею поверхні 45,3 км2 та об'ємом 407 млн м3, в якому припустиме коливання рівня у операційному режимі між позначками 47,2 та 48,8 метра НРМ. У складі комплексу також існує судноплавний шлюз з розмірами камери 206х26 метрів.
В 1957-1960 роках станцію обладнали чотирнадцятьма турбінами типу Каплан потужністю по 78 МВт, а в 1973-му до них додали ще вісім турбін того ж типу потужністю по 86 МВт. Гідроагрегати першої черги використовують напір від 18 до 28 метрів (номінальний напір 25 метрів), тоді як аналогічний показник другої черги становить від 18 до 27 метрів (номінальний – 22 метри). Також існують чотири допоміжні турбіни загальною потужністю 33 МВт. Станція забезпечує виробництво 6,2 млрд кВт-год електроенергії на рік.